# Eithne

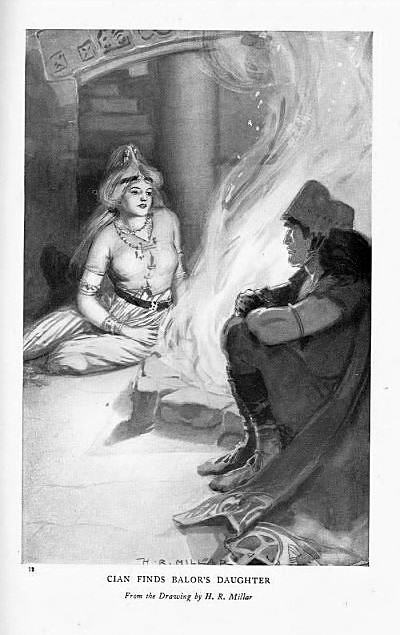
Representação de Eithne.

Eithne ou Ethniu Na mitologia celta é uma princesa Fomoire filha de Balor do Olho Mal. Um dia Balor recebe uma profecia que dizia que seria morto por seu neto, sendo assim ele prende sua filha em uma torre de cristal junto com outras doze donzelas, para que ela nunca conhecesse um homem. Cian escala a torre a fim de tomá-la como vingança por Balor ter roubado seu gado, e da união de Cian com Ethniu nascem três crianças. Balor ordena que elas sejam afogadas, mas uma das crianças não cai no mar. Essa criança viria a ser Lugh.